# فقط أنا لا أهتم
«فقط أنا لا أهتم» (بالإنجليزية: Just Don't Give a Fuck)‏ هي الأغنية المنفردة الأولي للرابر الأمريكي إمينيم من أسطوانته المطولة الأولي الأسطوانة المطولة لسليم شيدي، كما تم إعادة إصدارها ضمن أغاني ألبومه الإستديو الثاني ذا سليم شيدي إل بي. تم إصدار الأغنية بواسطة ثلاث شركات: أفترماث للتسلية، وإنترسكوب ريكوردز، وويب للتسلية، في 13 أكتوبر 1998.

## اللوائح
| لائحة (1998)                                                    | أعلي ترتيب |
| --------------------------------------------------------------- | ---------- |
| الولايات المتحدة ببلنغ تحت الهوت 100 الأغاني المنفردة (بيلبورد) | 14         |
| الولايات المتحدة هوت أغاني الآر أند بي/الهيب-هوب (بيلبورد)      | 62         |
| الولايات المتحدة هوت أغاني الراب (بيلبورد)                      | 5          |